# آلتلاندسبرگ

نشان شهر آلتلاندسبرگ آلمان

آلتلاندسبرگ (Altlandsberg) شهری است در ایالت براندنبورگ آلمان.